# Головастая иловая черепаха
Головастая иловая черепаха (лат. Claudius angustatus) — вид иловых черепах. Единственный представитель рода головастые иловые черепахи (Claudius).
Головастая иловая черепаха — небольшое животное с панцирем длиной около 10 см, крупной головой и коротким хвостиком. Брюшной щит очень мал и узок, соединён со спинным кожистой связкой. Этот вид обитает в Юго-Восточной Мексике, Белизе и Гватемале. Живёт в реках, озёрах и болотах, питается рыбой и водными беспозвоночными.